# Championnat de Macao de football 2018
Navigation
Saison précédente Saison suivante
La saison 2018 du Championnat de Macao de football est la soixante-neuvième édition du Campeonato da Primeira Divisão, le championnat de première division à Macao. Les dix meilleures équipes macanaises sont regroupées au sein d’une poule unique où elles s'affrontent deux fois au cours de la saison. En fin de championnat, les deux derniers du classement sont relégués et remplacés par les deux meilleures équipes de deuxième division.
C'est le Casa do Sport Lisboa e Benfica, tenant du titre, qui est à nouveau sacré cette saison après avoir terminé en tête du classement. Il s’agit du cinquième titre de champion de Macao de l’histoire du club.

## Les clubs participants
- PSP Macao
- Hang Sai - Promu de Segunda Divisão
- Sporting Clube de Macau
- Clube Desportivo Monte Carlo
- Casa do Sport Lisboa e Benfica
- Lai Chi - repêché à la suite du forfait de Kei Lun
- Tak Chun Ka I
- Chao Pak Kei
- Cheng Fung
- CD Serviços de Alfândega - Promu de Segunda Divisão

## Compétition
Le barème utilisé pour établir le classement est le suivant :
- Victoire : 3 points
- Match nul : 1 point
- Défaite : 0 point

### Classement
| Rang | Équipe                     | Pts | J  | G  | N | P  | Bp  | Bc  | Diff |
| ---- | -------------------------- | --- | -- | -- | - | -- | --- | --- | ---- |
| 1    | SL BenficaT                | 52  | 18 | 17 | 1 | 0  | 89  | 8   | +81  |
| 2    | Chao Pak Kei C             | 43  | 18 | 13 | 4 | 1  | 111 | 14  | +97  |
| 3    | Sporting Macau             | 38  | 18 | 12 | 2 | 4  | 55  | 17  | +38  |
| 4    | Cheng Fung                 | 36  | 18 | 11 | 3 | 4  | 38  | 21  | +17  |
| 5    | Tak Chun Ka I              | 30  | 18 | 9  | 3 | 6  | 73  | 34  | +39  |
| 6    | Monte Carlo                | 25  | 18 | 8  | 1 | 9  | 35  | 33  | +2   |
| 7    | Hang Sai P                 | 14  | 18 | 4  | 2 | 12 | 20  | 89  | -69  |
| 8    | Polícia Segurança Pública  | 13  | 18 | 4  | 1 | 13 | 18  | 55  | -37  |
| 9    | Lai Chi                    | 7   | 18 | 2  | 1 | 15 | 16  | 105 | -89  |
| 10   | CD Serviços de Alfândega P | 3   | 18 | 1  | 0 | 17 | 8   | 87  | -79  |

|  | Qualification pour la Coupe de l'AFC 2019                                           |
|  | Relégation directe en Segunda Divisão                                               |
|  | T : Tenant du titre C : Vainqueur de la Coupe de Macao P : Promu de Segunda Divisão |

## Bilan de la saison
| Championnat de Macao de football 2018 |                          |
| Champion                              | SL Benfica (5e titre)    |
| Coupes et trophées                    |                          |
| Vainqueur de la Coupe de Macao 2018   | Chao Pak Kei             |
| Qualifications continentales          |                          |
| Coupe de l'AFC 2019                   | SL Benfica               |
| Promotions et relégations             |                          |
| Promus en Primeira Divisão            | Tim Iec                  |
| Promus en Primeira Divisão            | MFA Development Team     |
| Relégués en Segunda Divisão           | Lai Chi                  |
| Relégués en Segunda Divisão           | CD Serviços de Alfândega |